# Distrito electoral de Willow Creek (Nebraska)
Willow Creek (en inglés: Willow Creek Precinct) es un distrito electoral ubicado en el condado de Pierce en el estado estadounidense de Nebraska. En el Censo de 2010 tenía una población de 95 habitantes y una densidad poblacional de 1,02 personas por km².

## Geografía
Willow Creek se encuentra ubicado en las coordenadas 42°13′14″N 97°46′35″O / 42.22056, -97.77639. Según la Oficina del Censo de los Estados Unidos, Willow Creek tiene una superficie total de 93.18 km², de la cual 93.18 km² corresponden a tierra firme y (0%) 0 km² es agua.

## Demografía
Según el censo de 2010, había 95 personas residiendo en Willow Creek. La densidad de población era de 1,02 hab./km². De los 95 habitantes, Willow Creek estaba compuesto por el 95.79% blancos, el 2.11% eran afroamericanos, el 1.05% eran amerindios, el 0% eran asiáticos, el 0% eran isleños del Pacífico, el 0% eran de otras razas y el 1.05% pertenecían a dos o más razas. Del total de la población el 0% eran hispanos o latinos de cualquier raza.